# Labastide-Saint-Georges
Labastide-Saint-Georges é uma comuna francesa na região administrativa da Occitânia, no departamento de Tarn. Estende-se por uma área de 6.23 km², e possui 1.930 habitantes, segundo o censo de 2018, com uma densidade de 0.32 hab/km².